# La Pêche miraculeuse (Witz)
Pour les articles homonymes, voir La Pêche miraculeuse.
La Pêche miraculeuse est une peinture de Konrad Witz réalisée en 1444 pour la cathédrale de Genève.

## Description
Ce tableau faisait partie d'un retable polyptyque qui se trouvait anciennement dans le chœur de la cathédrale de Genève. Ce retable a probablement été détruit en partie en août 1535, à l'occasion de troubles iconoclastes en marge de l'introduction de la Réforme protestante. Les épaves de ce retable réapparaissent au XVIIIe siècle. Les deux volets qui subsistent, d'abord conservés dans l'ancien arsenal de la ville, ont été transférés à la Bibliothèque en 1732, puis déposés au Musée Rath en 1843, au Musée archéologique en 1870, puis enfin ont rejoint les collections du Musée d'art et d'histoire en 1908.
Ces deux panneaux, qui mesurent chacun 132 × 154 cm, sont en bois de sapin, peint sur les deux faces. Les faces extérieures représentent la scène communément appelée la Pêche miraculeuse (ce qui en fait n'est pas exact), et la Délivrance de saint Pierre. Les faces intérieures, peintes sur fond d'or, montrent l'Adoration des Mages et la Présentation du donateur à la Vierge. Ce retable porte une inscription sur le cadre qui permet une attribution et une datation précise. « Hoc opus pinxit magister Conradus Sapientis de Basilea MCCCCXLIIII », c'est-à-dire: « Cette œuvre a été peinte par Konrad Witz de Bâle, 1444 ».
La Pêche Miraculeuse illustre très précisement le paysage de l'extrémité occidentale du Léman. Les montagnes enneigées en arrière-plan correspondent au massif du Mont-Blanc ; les montagnes vertes qui occupent la moitié gauche sont Les Voirons ; au centre Le Môle surmonté d'un petit nuage ; et à droite la partie nord du Petit Salève. Dans le bocage devant les montagnes on reconnaît ce qui constitue aujourd'hui des quartiers et la banlieue de Genève : les Eaux-Vives, Malagnou, Frontenex et Cologny. On voit sur la droite les bases en pierre du château de l'île et les maisons sur pilotis de cette époque. Il s'agit-là du « premier portrait topographique » de la peinture médiévale, c'est-à-dire le premier tableau, dans l'histoire de l'art, intégrant une scène biblique dans un paysage réel réaliste.
Le tableau est intéressant aussi en ce qu'il montre, au premier plan, sous l'eau, des vestiges d'anciennes carrières sous-lacustres.
Ce tableau, que l'historien de l'art Florens Deuchler intitule plutôt L'appel de saint Pierre, synthétise plusieurs récits évangéliques : l’apparition de Jésus au bord du lac (Évangile selon Jean 21:1-14), la Pêche miraculeuse (Évangile selon Luc 5:4-11) et Jésus marchant sur les eaux (Évangile selon Matthieu 14:24-33). Saint Pierre se jette de la barque pour aller vers Jésus qui marche sur l'eau. Les apôtres remontent un filet rempli de poissons, mais celui-ci, assez peu rempli, ne se rompt pas, contrairement au récit de la pêche miraculeuse. Il faut ajouter encore une autre source: la vocation, ou l'appel des premiers disciples (Évangile selon Matthieu 4:18-20), puisque seuls deux des pêcheurs réagissent à l'appel du Christ.
Au premier plan, le Christ porte un manteau rouge, couleur de la papauté. Les jambes de saint Pierre sont déformées sous l'effet de l'eau. Ce phénomène de la réfraction apparaît pour la première fois dans une peinture.
Il est difficile d'interpréter la signification symbolique de ce tableau, dont le commanditaire passe généralement pour être François de Metz, moine bénédictin et abbé de Saint-Claude, évêque de Genève de 1426 jusqu'à sa mort en mars 1444. Cet évêque n'ayant fait que des séjours épisodiques à Genève, Florens Deuchler voit plutôt le commanditaire en la personne du duc de Savoie Amédée VIII, devenu le pape Félix V, après son élection en 1439 par le Concile de Bâle.
Le tableau a fait l'objet d'une restauration en 2011 et 2012, grâce au soutien de la Fondation Hans Wilsdorf.

## Postérité
Le tableau fait partie des « 105 œuvres décisives de la peinture occidentale » constituant le musée imaginaire de Michel Butor.